# NN-264
La carretera NN‑264 es una vía departamental secundaria que recorre el municipio de El Viejo, en el departamento de Chinandega, al occidente de Nicaragua. Con una longitud de 8.7 km, conecta el Empalme Aposentillo, donde se cruza con la NIC-12, hasta la comunidad costera de Aserradores. Esta ruta, inaugurada en 2009, facilita el acceso al litoral Pacífico y promueve el turismo en la región.

## Trazado y cruces
La siguiente tabla muestra su recorrido, localidades y principales conexiones:
| km  | Localidad           | Departamento | Conexión / Ruta |
| --- | ------------------- | ------------ | --------------- |
| 0.0 | Empalme Aposentillo | Chinandega   | NIC 12          |
| 4.2 | Aposentillo         | Chinandega   |                 |
| 8.7 | Aserradores         | Chinandega   |                 |